# 酈學
酈學是指針對酈道元的《水經注》的研究，一般可分三大學派：考據學派、词章学派以及地理學派。

## 前言
《水經注》是繼《山海經》、《尚書·禹貢》 、《史記·河渠書》、《漢書·地理志》之後的重要地理著作。张岱说：“古人记山水，太上有郦道元，其次柳子厚，近时则袁中郎。”顧炎武稱為“三百年來一部書”。明清學者十分重視《水經注》，世人稱酈學。
《水經注》原書於宋代已佚五卷，今本仍作四十卷，是經過後人割裂改編而成。武英殿本《校上案語》說“《崇文總目》稱其中已佚五卷，故《元和郡縣志》、《太平寰宇記》所引滹沱水、涇水、洛水，皆不見于今書。然今書仍作四十卷，疑后人分析以足數也。”
晚明钟惺、谭元春评点《水经注》又發展出词章学派，這是由於《水經注》文字生動優美，長期來爲士人所喜愛。但杨守敬表示：“词章之士，于地理学甚疏”“不值与赵、戴作舆台。”。
郦学研究中最后形成的是地理学派，因爲《水經注》記敘河流兼及自然地理。楊守敬、熊會貞，撰成《水经注疏》，並繪制《水經注圖》，是一部經世致用之書，屬於地理学派。

## 考據
金代蔡珪作《補正水經》三卷，已亡佚。明代竟陵（今湖北省钟祥县一带）朱謀㙔與謝兆坤等人合著有《水經注箋》，並於万历四十三年（1615年）刊印，这是郦学的考據學派新时代。
明代楊慎撰《水經補注》，又整理《水經》，歸納河川“八澤”之說。柳僉于正德間用宋本校《水經注》。
清朝的郦学研究達到一個高峰，全祖望、赵一清、戴震等都是治郦學名家。王先谦將《水经注》研究成果寫成《合校水经注》。
乾隆十四年全祖望始七校《水經注》，乾隆十七年，七校畢，身後文稿散佚。經王梓材、董沛整理刊行問世。全祖望在五校本《題辭》說：“經文與注頗相似，故能相混。而不知熟玩之，則固判然不同也”。陈桥驿《全祖望与(水经注)》认为有五点，第一“合理编排”；第二“区分经注”；第三“提出《水经注》在体例上的注中有注，双行夹写的见解”；第四“提出《水经》成书于三国魏人之手”的見解；第五“引用了大量的参考文献”。
乾隆三十年（1765年）起，戴震开始研究《水经注》，至乾隆四十年（1775年），三次校定《水经注》，补缺漏字2128字，删妄增字1448字，正臆改字3715字。此書區分經注，校勘字句，成為北宋景祐缺佚以來最佳版本。余英時謂：“東原謂方志當重地理沿革，這裡顯然表現出了一種狹義的考證觀點。蓋東原治《水經註》有年，即移《水經註》之法於方誌之纂修也。”
黄宗羲在郦学研究中批判说：“朱鬱仪（朱謀㙔）《水经注笺》毛举一二传写之误，无所发明。”光绪二十四年（1898年）陈运溶在《荆州记序》中所说的： “近世为《水经》之学者，又皆校正字句，无所发明。”

### 水經注百年公案
戴震的校訂《水經注》一事引發一起百年公案。當時趙一清與戴震都校訂過《水經注》，由於相似處極多，“十同八九”。戴震被指控抄袭赵一清的成果，此案爭執了一百多年。段玉裁是戴震弟子，他在《与梁曜北书》、《论戴、赵二家〈水经注〉》诸篇中竭力为戴氏辨白。段玉裁认为赵书袭戴。道光年間魏源力主戴袭赵说。张穆也论定戴袭赵书。谭献亦颇疑戴袭赵书。光绪年间，杨守敬作《水经注疏》，见有戴袭趙处，杨守敬每每点出：“此戴袭赵之确证。”更说，戴之袭赵，“证据确凿，百喙不能为之解。”王國维推定戴震在乾隆三十五年（1770年）负责编撰直隶《河渠书》时，确实看到赵校《水经注》，但他认为“似非全出因袭”。大致而言，除段玉裁之外，都認定戴震抄襲全、趙。
《合校水經注》在光緒十八年（1892年）出版；該書的主要校勘人是經學家王先謙先生。王先謙在該書的「例略」中表示，不認為戴震抄襲全、趙對《水經注》的研究。王先謙認為戴震的校本「增補刪改多至七千餘字」、「纂修時，或旁攷群書、或獨伸己見」；因此，他不相信戴震「戈取」趙氏的見解。而導致這個「誤解」，其中一個原因可能是「世罕覯《大典》元文」。同時，王先謙亦肯定了趙一清的研究成果；認為趙氏對《水經注》的研究是「覃精極思」、「旁接廣證」、「數十年考定的苦心」。王先謙認為，段玉裁、魏源、張穆等人就此事的「諸家聚訟」只是「各執一詞」而已；所以，建議採取「存而不論」的立場。而王先謙亦在序中表示，他參與《合校水經注》的校勘工作，其主要目的是「使秘籍不致湮沒」和「因兩美之合，以釋千載之疑」。所以，《合校水經注》的校勘方法是「於官本案語下，並列趙氏所釋」。可是，楊守敬在撰寫《水經注疏》的「凡例」時，表明不認同王先謙的觀點 ；楊說：「至於戴之襲趙，則昭然若揭。今觀王氏合校本，雖百喙不能為之解者。」又說：「戴氏得見趙本，以其書未刻，略為改訂，冒為己作，而又盡刪趙氏識語，以泯其跡。厥後得見《大典》本，遂居為奇貨。」不過，楊守敬對於戴震在《水經注》領域上的校勘工作也有肯定，說：「唯《經》、《注》混淆之故，戴氏條例分明，確鑿不易。趙氏所訂，約略言之，終不了然。」
日本郦学家森鹿三則否定“戴袭赵书”，1933年森鹿三发表《关于〈戴校水经注〉》，提出反证。自1936年起孟森一口氣發表了九篇關于《水經注》案的文章，每篇都對戴震做出極為強烈抨擊，罵戴震“詐偽盜竊，甘心不肖”。王重民說戴震“竊趙之跡益明”。胡適則替同鄉戴震“打抱不平”，他撰寫《赵一清与全祖望辨别经注的通则》、《水经注疑案（壹）戴震部分及全案纲领》等文，認為並無戴抄趙之事：“这十组证据都是赵氏书里的特别优点，而都是戴氏书里全没有的……这十组都是偷书的人决不肯不偷的，都是抄袭的人决不肯放过的。若单举一件两件，也许还有偶然遗漏的可能。多到了几十件，其中并且有几百字或几千字的校语，决不会被《水经注》专门学者忽略或遗漏的”。
但是胡适的擁戴论文一發表，即遭到港、台学术界许多反驳。吴天任在《杨惺吾先生年谱》中专文反驳胡适对《水经注疏》丑诋杨守敬的言论。對此，吴天任表示胡適：“于赵戴公案，虽力为辩白，亦终难取信于人。徒增纠纷，而于郦书本身，究何补益？”寓居澳门的学者汪宗衍说：“余年精力, 为兹枝节问题, 虽曰求是, 实于郦书何干? 亦费词矣。”杨家骆对《水经注》卷十八《渭水》進行抽样调查，证明“戴之不忠于大典而复杂于赵，固至显然也”。陈桥驿表示至今仍“未获得开脱”。即使是極力為戴震辯“誣”的胡適本人亦承認，“他們的兩部校本有百分之九十八九的相同”。
戴震早年即校订了一次《水经注》，这个版本后来被称为“微波榭本”，這個版本的结论与后来的“武英殿本”幾乎完全不同。在“微波榭本”完稿之時，戴震被召為《四库全书》编纂馆。一年之後，便迅速整理出“武英殿本”。1786年，赵一清的《〈水经注〉释》也被刊行，學者孙沣鼎終於发现，“武英殿本”和《〈水经注〉释》，居然“十同九九”。陈桥驿最後论定戴震确实全盘抄袭了赵一清。

## 地理
清初學者汪士鐸等人曾繪製《水經注圖》。1877年杨守敬與熊会贞開始撰寫《水经注疏》，1904年，《水经注疏》稿成四十卷，是“酈學”集大成之作，“以《经》顶格，《注》水者低一格，其泛引故事者，再低一格，以清眉目。”這是酈學研究中最後形成的是地理學派。《水经注疏》中“凡郦氏所引之书，皆著出典。”如《水经注·江水二》:“自三峡七百里中，两岸连山，略无阙处……猿鸣三声泪沾裳”之句，傳誦千古。楊《疏》文指出:“自三峡七百里……泪沾裳”之句共一百八十多字實引自盛弘之的《荆州记》。又，杨守敬每每点出：“此戴袭赵之确证。”熊会贞稱：“戴多本《大典》本，不尽本《大典》，而戴之冤可大白于天下，戴之伪亦众著于天下矣。”另有《水经注疏要删》和《补遗及续补》兩部簡本。1970年代史念海根据《水经注》和李吉甫《元和郡县志》的描述，推算黃河从公元527年至现代平均每年后退3.3米的结论。1984年吴天任在台北艺文印书馆出版《水经注研究史料汇编》，收录了郦学史料共一百七十八篇。

## 現代酈學
熊會貞十九歲之年進入楊守敬之家為其長孫授讀，他本人繼續楊守敬的事業，“瞑寫晨鈔，二十餘年如一日”。
1934年出版的郑德坤《水经注引得》一书稱《水经注》注文引用四百三十六种。侯仁之主编《中国地理学简吏》一书有“《水经注》注文所引用的书籍多至四百三十种”之语。1960年马念祖列出《水经注》引书共三百七十五种。陈桥驿在《郦道元评传》中記載《水经注》列名引用的文献，计得四百八十种，分成二十五类。
郦学界为戴震辩解者主要有段玉裁、森鹿三、胡适三人，其中又以胡适投入的精力最巨。胡適自1943年開始考證《水經注》，稱之“小玩意儿”，1954年7月1日以後，他都是以《水经注》的考据自娱，打发“根株浮沧海”的时光。1947年，胡適讀到鍾鳳年發表的酈學文章，写信邀他于星期日到胡寓作客，討論《水經注》問題，兩人有不少爭論，日後又有信件反覆討論，雙方见解仍然迥异，胡适曾回信说，“辩论无益，徒伤感情”，關於這次的爭論，陳橋驛認為“胡適無疑是個輸家”。胡適晚年寫有二百万字手稿，他於1962年去世。1966年起，《胡适手稿》陆续出版，共十集，前六集都與《水经注》有關, “以论文而言实无出其右”。但许多人认为纯粹是浪费精力，徒增纠纷，陳橋驛稱胡適不屬於郦学三派中的任何一派。楊聯陞為《胡適手稿》作序說：“現在把他的大批考證文字印出来，可以讓人充分評論。”費海璣指出胡適在戴東原辯誣時所採用的是“羅素方法”，胡適本人還蒐集了四十一種《水經注》的版本。陈桥驿著有《水经注研究》、《水经注研究二集》、《郦学新论——〈水经注〉研究之三》、《郦道元与水经注》、《郦道元评传》等五部專著。吳天任著有《酈學研究史》和《水經注硏究史料滙編》，集酈學研究之大成。